# Scaphirhynchus
Scaphirhynchus là chi cá tầm bản địa bị đe dọa ở Mỹ. Chi chứa 3 loài:
- Scaphirhynchus albus (S. A. Forbes & R. E. Richardson, 1905) (Cá tầm Pallid)
- Scaphirhynchus platorynchus (Rafinesque, 1820) (Cá tầm mũi xẻng)
- Scaphirhynchus suttkusi J. D. Williams & Clemmer, 1991 (Cá tầm Alabama)